# Correll (Minnesota)
Correll é uma cidade localizada no estado americano de Minnesota, no Condado de Big Stone.

## Demografia
Segundo o censo americano de 2000, a sua população era de 47 habitantes.
Em 2006, foi estimada uma população de 45, um decréscimo de 2 (-4.3%).

## Geografia
De acordo com o United States Census Bureau tem uma área de
0,9 km², dos quais 0,9 km² cobertos por terra e 0,0 km² cobertos por água. Correll localiza-se a aproximadamente 299 m acima do nível do mar.

## Localidades na vizinhança
O diagrama seguinte representa as localidades num raio de 20 km ao redor de Correll.